# Swinnerton Ledge
La Swinnerton Ledge (cengia di Swinnerton) è una cresta montuosa dalla cima piatta che si innalza fino a 1.500 m,  e demarca il limite orientale dei Monti Read, che fanno parte della Catena di Shackleton, nella Terra di Coats in Antartide. 
Nel 1967 fu effettuata una ricognizione aerofotografica da parte degli aerei della U.S. Navy. Un'ispezione al suolo fu condotta dalla British Antarctic Survey (BAS) nel periodo 1968-71.
Ricevette l'attuale denominazione nel 1971 dal Comitato britannico per i toponimi antartici (UK-APC), in onore del paleontologo e zoologo britannico Henry Swinnerton (1876–1966), professore di geologia presso l'allora University College di Nottingham, che in seguito mutò il nome in Università di Nottingham.